# McAllister Island
McAllister Island är en ö i Kanada.   Den ligger i territoriet Nunavut, i den östra delen av landet, 2 100 km norr om huvudstaden Ottawa. Arean är 0,89 kvadratkilometer.
Terrängen på McAllister Island är platt. Öns högsta punkt är 74 meter över havet. Den sträcker sig 1,0 kilometer i nord-sydlig riktning, och 1,5 kilometer i öst-västlig riktning.